# O Barco de Valdeorras
O Barco de Valdeorras è un comune spagnolo di 12 959 abitanti situato nella comunità autonoma della Galizia.